# San Ġiljan
San Ġiljan (angol nevén St. Julian's, olaszul San Giuliano) Málta egyik helyi tanácsa. Lakossága 7667 fő. Városrészei Balluta, Paceville, Ta' Ġiorni, Tal-Għoqod, St. Andrew's, Dragonara.

## Története

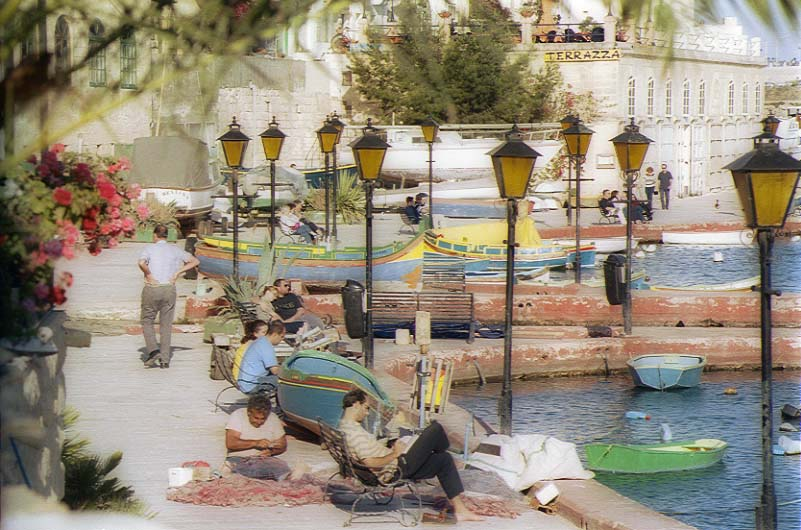
A Spinola Bay menti sétány

Bár már a római időkből ismertek sírok és egy torony alapjai a Balluta-öböl környékéről, a kalóztámadások miatt a környék nem népesült be a Jeruzsálemi Szent János Ispotályos Lovagrend megerősödéséig (1565). A lovagok vadászterületként használták, 1593-ban már a vadászok védőszentjének, Szent Juliánnak szentelt kápolna épült itt (Tommaso Gargallo püspök szerint 1580 óta állt az az épület, amelynek a helyére tervezték). Az öböl partján Martín de Redín nagymester (1657-1660) őrtornyot épített. Az 1693-as földrengés a kápolnát is romba döntötte, 1716-ban építették újjá. Brichelot és Bremond 1718-ban készült térképén már S. Iuliano a neve, és 1736-ban az akkori püspök is megjegyezte, hogy a középkori Qaliet Ġnien il-Fieres nevű helyet már "Portus Sancti Iuliani"-nak hívják.
1688-ban felépült a Spinola-palota, amely rendházként működött. A francia megszállók két évig állomásoztak benne (1798-1800), ám súlyos károkat okoztak az épületben.
A 19. században a település növekedni kezdett. 1847-ben már 50 család lakta. 1858-ban a vallettai karmeliták kápolnát építettek a Balluta nevű területen. San Ġiljan 1891-től önálló plébánia lett. 1900-tól a ballutai kápolna helyére neogótikus templom épült a Karmel-hegyi Boldogasszony tiszteletére. Az új plébániatemplom építése csak 1961-ben kezdődött, 1968-ban szentelték fel. 1974-ben aztán Balluta is önálló egyházközség lett.

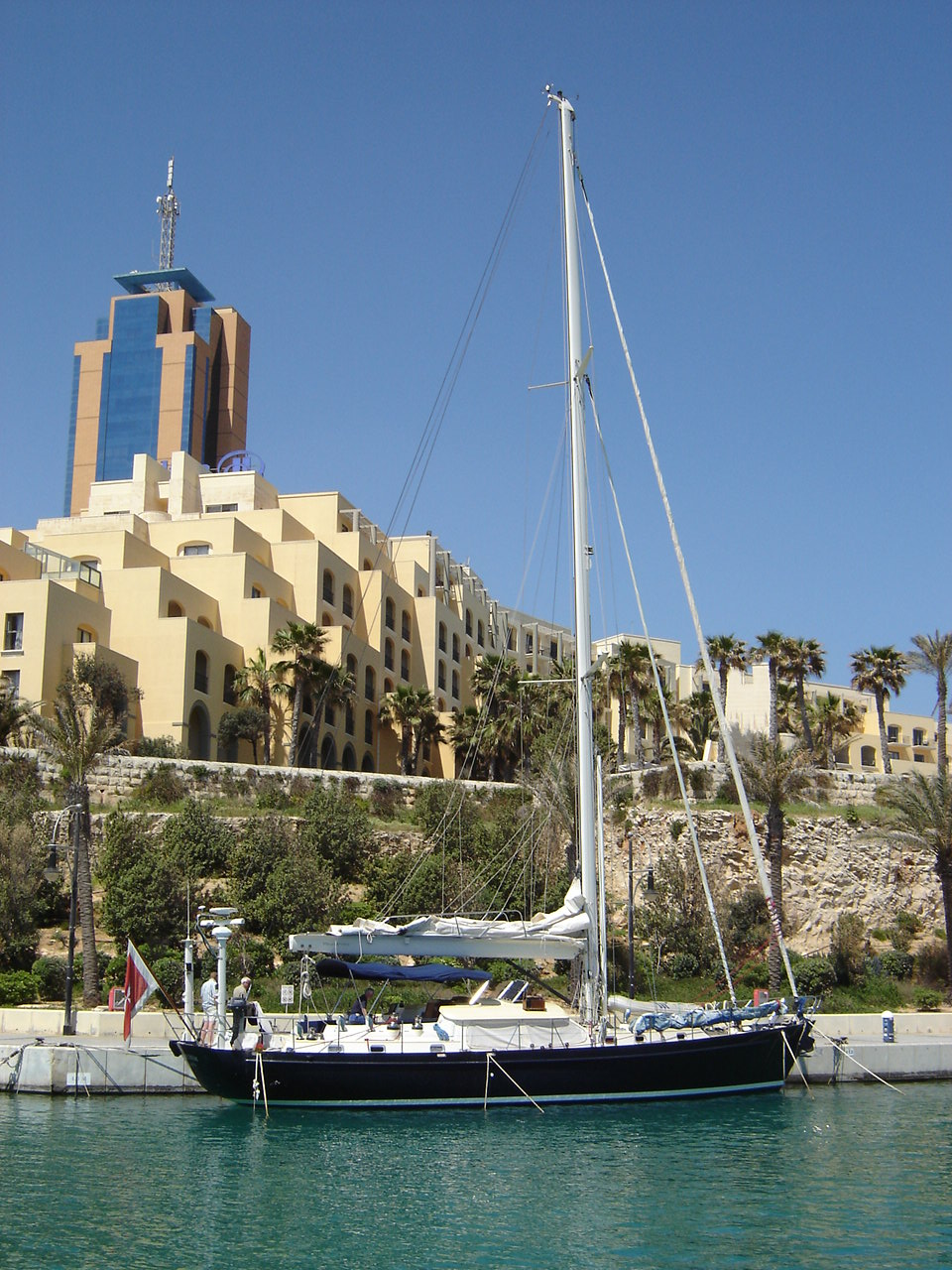
A modern városrész

## A város ma
San Ġiljan 1994 óta Málta helyi tanácsainak egyike. Ma az ország egyik legdinamikusabban fejlődő része, és rendkívül népszerű mind a máltaiak, mind a külföldiek körében. Itt emelkedik Málta legmagasabb épülete, a 98 méter magas Portomaso Tower. Külföldön is ismertek angol nyelviskolái. A turisták leginkább forgalmas utcái, üzletei és Paceville kaszinói és éjszakai élete miatt ismerik.

## Önkormányzata
San Ġiljan önkormányzata a héttagú helyi tanács. A jelenlegi, hetedik tanács 2012 óta van hivatalban.
Polgármesterei:
- Charles Sciberras (1994-1996)
- Peter Bonello (Nemzeti Párt, 1996-)

## Ünnepei
- A város védőszentje Szent Julián, ünnepe február 12. A városi festa azonban augusztus utolsó hetében zajlik.
- Kármel-hegyi Boldogasszony (Balluta, július utolsó vasárnapja)

## Nevezetességei
- A tengerparti sétány
- Spinola Palace
- Spinola Garden: a barokk hangulatú kertet 2007-ben adták át
- Portomaso Tower
- Szent György-torony
- Szent Julián-plébániatemplom

## Kultúra
A The Qala Folklore Festival egyik estéjét a város rendezi Xatt is-Sajjiedában.
Band clubjai:
- St. Julian’s Band Club
- Spinola Band Club
- Soċjetà Mużikali tal-Karmnu Balluta

## Sport
Sportegyesületei:
- Ta' Ġiorni Wolves
- Labdarúgás: Melita Football Club: a szomszédos Pembroke-kal közösen
- Vízilabda: Neptunes Waterpolo Club
- Vízisportok: San Ġiljan Aquatic Sports Club

Az utóbbi években 5 kilométeres utcai futóversenyt rendeznek, amely a Spinola Square-ről indul, és Gżirában ér véget. Több kategóriában is győztest hirdetnek.

## Közlekedés
Az ország tengerparti főútvonala áthalad a városon.
Több buszvonal keresztezi: 65 (Sliema-Mdina), 66 (Valletta-St. George's Bay), 70 (Sliema-Qawra), 627 (Buġibba-Marsaxlokk), 645 (Sliema-Ċirkewwa), 652 (Sliema-Golden Bay)
St.Andrew's-ból: 64, 67, 68, 671 (Valletta), 675 (Egyetem)